# صالون هولمز
صالون هولمز (بالكورية: 살롱 드 홈즈) هو مسلسل تلفزيوني كوري جنوبي، بطولة لي سي-يونغ، جونغ يونغ-جو، كيم دا-سوم، نام جي-اي. عرض على قناة إي إن أ من 16 يونيو الى 15 يوليو 2025، وبث فترة الاثنين والثلاثاء الساعة 22:00 بتوقيت (KST). 
في 16 يوليو 2025 ، تم تأكيد إنتاج الموسم الثاني من مسلسل، وهو قيد الإعداد والتخطيط والمقرر عرضه في عام 2026. وسيكون من اخراج مين جين كي، الذي أخرج الموسم الأول.

## القصة
كونغ مي ري (لي سي يونغ) هي من سكان شقة جوانجسون غوجونج. بفضل قدرتها الممتازة على التفكير، فهي لا تفوت أبدًا حتى أصغر التفاصيل. تتجمع مع ثلاث مقيمات أخريات، تشو كيونج جا (جونغ يونغ-جو)، وبارك سو هي (كيم دا سوم)، وجون جي هيون (نام جي آي)، لحل المشاكل التي تنشأ في مجمع شققهم ومعاقبة الأشرار هناك.

## الطاقم
- لي سي يونغ - كونغ مي ري[2]
- جونغ يونغ-جو - تشو كيونغ جا[2]
- كيم دا سوم - بارك سو هي[2]
- نام جي اي - جيون جي هيون[2]

### أخروون
- أوه داي هوان - نوه كانغ سيك[3]
- جيونج سانغ هون - بارك سيونغ-هو[3]
- سي هيون - نوه يون مي[4]
- تشوي يو سول - هي-سو[5]
- لي هوا جيوم - يون جو[6]
- لي سو-جي في دور بارك سو-جي[3]
- بارك جي أ - رئيسة مبنى الشقق[2]
- كانغ جي وو - بارك هيون جي
- لي جاي جيون - كيم كوانغ جيو

## المشاهدات
| الموسم | الموسم | رقم الحلقة | رقم الحلقة | رقم الحلقة | رقم الحلقة | رقم الحلقة | رقم الحلقة | رقم الحلقة | رقم الحلقة | رقم الحلقة | رقم الحلقة | المتوسط |
| الموسم | الموسم | 1          | 2          | 3          | 4          | 5          | 6          | 7          | 8          | 9          | 10         | المتوسط |
| ------ | ------ | ---------- | ---------- | ---------- | ---------- | ---------- | ---------- | ---------- | ---------- | ---------- | ---------- | ------- |
|        | 1      | 378        | 533        | 484        | 623        | 647        | 778        | 683        | 757        | 761        | 816        | 647     |

| Ep.   | تاريخ البث    | تقييمات (Nielsen Korea) | تقييمات (Nielsen Korea) |
| Ep.   | تاريخ البث    | على الصعيد الوطني       | سيئول                   |
| ----- | ------------- | ----------------------- | ----------------------- |
| 1     | 16 يونيو 2025 | 1.324%                  | 1.152%                  |
| 2     | 17 يونيو 2025 | 2.193%                  | 2.173%                  |
| 3     | 23 يونيو 2025 | 2.007%                  | 2.117%                  |
| 4     | 24 يونيو 2025 | 2.518%                  | 2.237%                  |
| 5     | 30 يونيو 2025 | 2.566%                  | 2.630%                  |
| 6     | 1 يوليو 2025  | 3.447%                  | 3.289%                  |
| 7     | 7 يوليو 2025  | 2.701%                  | 2.790%                  |
| 8     | 8 يوليو 2025  | 3.274%                  | 3.198%                  |
| 9     | 14 يوليو 2025 | 3.178%                  | 3.174%                  |
| 10    | 15 يوليو 2025 | 3.627%                  | 3.342%                  |
| متوسط | متوسط         | 2.684%                  | 2.610%                  |

## الانتاج
المسلسل من كتابة كيم ايون-سن الذي شارك في كتابة الدراما اليومية الوعد (2016)، سر حبي (2017). واخراج مين جين جي من اعماله السلسلة الكوميديه العسكرية مجند جديد (2022-25)، بتعاون مع جيونغ هيون-نام، وانتاج شركة أرتست استوديو بجانب أ تو زي إنترتيمنت ونيو إنترتينمنت.

## روابط خارجية
- الموقع الرسمي
 (بالكورية)
- صالون هولمز على هانسينما